# Прва савезна лига Југославије у фудбалу 1963/64.

Прва савезна лига Југославије била је највиши ранг фудбалског такмичења у Југославији 1963/64. године. И тридесетшеста сезона по реду у којој се организовало првенство Југославије у фудбалу. Шампион је постала Црвена звезда из Београда, освојивши своју седму шампионску титулу. Из лиге је испао Нови Сад, а Вардар, који је сезону завршио на последњем месту на табели, поштеђен је испадања у нижи ранг такмичења због разорног земљотреса који је погодио Скопље.

## Учесници првенства
У фудбалском првенство Југославије у сезони 1963/64. је учествовало укупно 14 тимова, од којих су 6 са простора СР Србије, 4 из СР Хрватске, 3 из СР Босне и Херцеговине и 1 из СР Македоније.
- Вардар, Скопље
- Вележ, Мостар
- Војводина, Нови Сад
- Динамо, Загреб
- Жељезничар, Сарајево
- Нови Сад
- ОФК, Београд
- Партизан, Београд
- Раднички, Ниш
- Ријека
- Сарајево
- Трешњевка, Загреб
- Хајдук, Сплит
- Црвена звезда, Београд

## Табела
| Место | Клуб            | мечева | победа | нерешених | пораза | дати голови | примљени голови | гол разлика | бодова |
| ----- | --------------- | ------ | ------ | --------- | ------ | ----------- | --------------- | ----------- | ------ |
| 1     | Црвена звезда   | 26     | 14     | 8         | 4      | 45          | 22              | +23         | 36     |
| 2     | ОФК             | 26     | 11     | 11        | 4      | 49          | 32              | +17         | 33     |
| 3     | Динамо          | 26     | 12     | 9         | 5      | 40          | 29              | +11         | 33     |
| 4     | Сарајево        | 26     | 11     | 7         | 8      | 47          | 37              | +10         | 29     |
| 5     | Партизан        | 26     | 9      | 8         | 9      | 34          | 26              | +8          | 26     |
| 6     | Жељезничар      | 22     | 8      | 10        | 8      | 37          | 43              | -6          | 26     |
| 7     | Војводина       | 26     | 9      | 6         | 11     | 34          | 31              | +1          | 24     |
| 8     | Раднички        | 26     | 10     | 4         | 12     | 33          | 34              | -1          | 24     |
| 9     | Ријека          | 26     | 7      | 10        | 9      | 37          | 42              | -5          | 24     |
| 10    | Хајдук          | 26     | 9      | 5         | 12     | 44          | 44              | 0           | 23     |
| 11    | Трешњевка       | 26     | 9      | 5         | 12     | 34          | 54              | -20         | 23     |
| 12    | Вележ           | 26     | 5      | 12        | 9      | 30          | 41              | -11         | 22     |
| 13    | Нови Сад        | 26     | 7      | 7         | 12     | 30          | 52              | -22         | 21     |
| 14    | Вардар          | 26     | 6      | 8         | 12     | 28          | 35              | -7          | 20     |
| -     | Загреб          | -      | -      | -         | -      | -           | -               | -           | -      |
| -     | Сутјеска Никшић | -      | -      | -         | -      | -           | -               | -           | -      |

Најбољи стрелац првенства био је Асим Ферхатовић (Сарајево) са 19 голова.

## Освајач лиге
Црвена звезда
| Првак Југославије у фудбалу 1963/64. |
| ------------------------------------ |
| Црвена звезда 7. титула              |